# Richard N. Williams
Richard Norris Williams II (ur. 29 stycznia 1891 w Genewie, zm. 2 czerwca 1968 w Bryn Mawr) – amerykański tenisista.
Urodził się w Szwajcarii, ale jego rodzice byli Amerykanami. Opuścił Europę w 1912 roku na pokładzie Titanica i przeżył katastrofę (zginął jego ojciec), odmawiając lekarzom zgody na amputację odmrożonej nogi. Po kilku miesiącach dotarł do ćwierćfinału mistrzostw USA (US Open), ulegając Maurice'owi McLoughlinowi. W tym samym turnieju wygrał grę mieszaną, w parze z Mary Kendall Browne.
Podjął studia na Harvardzie i sięgnął po mistrzostwo międzyuczelniane USA w 1913 i 1915 roku w singlu oraz w 1914 i 1915 roku w deblu.
W 1914 roku odniósł triumf w mistrzostwach USA, pokonując w finale McLoughlina. Zwycięstwo w zawodach odniósł ponownie w 1916 roku, tym razem wygrywając w finale z Billem Johnstonem.
Wiele sukcesów Williams odniósł także w grze podwójnej. W 1920 roku został, razem z Chuckiem Garlandem, pierwszym mistrzem Wimbledonu w grze podwójnej reprezentującym Stany Zjednoczone. W 1925 i 1926 roku Williams był najlepszy wspólnie z Vincentem Richardsem w zmaganiach deblowych o mistrzostwo USA. Ponadto Williams w latach 1921, 1923 i 1927 przegrywał w finale mistrzostw USA, a w 1924 roku poniósł porażkę w rundzie finałowej na Wimbledonie.
W 1924 roku, w parze z Hazel Hotchkiss Wightman, zdobył złoty medal igrzysk olimpijskich w Paryżu w grze mieszanej.
Od 1913 roku był członkiem reprezentacji w Pucharze Davisa, zdobywając trofeum jako zawodnik lub kapitan w 1913 roku i w latach 1921–1926. Był także kapitanem w edycji zawodów z 1934 roku (porażka USA w finale z Brytyjczykami).
Uczestniczył w walkach I wojny światowej, został uhonorowany m.in. francuskim Croix de Guerre i Legią Honorową.
W 1957 roku nazwisko Williamsa wpisano do międzynarodowej tenisowej galerii sławy.

## Finały w turniejach wielkoszlemowych

### Gra pojedyncza (2–1)
| Końcowy wynik | Nr | Data | Turniej                                | Nawierzchnia | Przeciwnik         | Wynik finału            |
| ------------- | -- | ---- | -------------------------------------- | ------------ | ------------------ | ----------------------- |
| Finalista     | 1. | 1913 | U.S. National Championships, Newport   | Trawiasta    | Maurice McLoughlin | 4:6, 7:5, 3:6, 1:6      |
| Zwycięzca     | 1. | 1914 | U.S. National Championships, Newport   | Trawiasta    | Maurice McLoughlin | 6:3, 8:6, 10:8          |
| Zwycięzca     | 2. | 1916 | U.S. National Championships, Nowy Jork | Trawiasta    | Bill Johnston      | 4:6, 6:4, 0:6, 6:2, 6:4 |

### Gra podwójna (3–4)
| Końcowy wynik | Nr | Data | Turniej                                 | Nawierzchnia | Partner          | Przeciwnicy                     | Wynik finału             |
| ------------- | -- | ---- | --------------------------------------- | ------------ | ---------------- | ------------------------------- | ------------------------ |
| Zwycięzca     | 1. | 1920 | Wimbledon, Londyn                       | Trawiasta    | Chuck Garland    | Algernon Kingscote James Parke  | 4:6, 6:4, 7:5, 6:2       |
| Finalista     | 1. | 1921 | U.S. National Championships, Filadelfia | Trawiasta    | Watson Washburn  | Vincent Richards William Tilden | 11:13, 10:12, 1:6        |
| Finalista     | 2. | 1923 | U.S. National Championships, Filadelfia | Trawiasta    | Watson Washburn  | William Tilden Brian Norton     | 6:3, 2:6, 3:6, 7:5, 2:6  |
| Finalista     | 3. | 1924 | Wimbledon, Londyn                       | Trawiasta    | Watson Washburn  | Francis Hunter Vincent Richards | 3:6, 6:3, 10:8, 6:8, 3:6 |
| Zwycięzca     | 2. | 1925 | U.S. National Championships, Nowy Jork  | Trawiasta    | Vincent Richards | John Hawkes Gerald Patterson    | 6:2, 8:10, 6:4, 11:9     |
| Zwycięzca     | 3. | 1926 | U.S. National Championships, Nowy Jork  | Trawiasta    | Vincent Richards | Alfred Chapin William Tilden    | 6:4, 6:8, 11:9, 6:3      |
| Finalista     | 4. | 1927 | U.S. National Championships, Nowy Jork  | Trawiasta    | Bill Johnston    | Francis Hunter William Tilden   | 8:10, 3:6, 3:6           |

### Gra mieszana (1–0)
| Końcowy wynik | Nr | Data | Turniej                              | Nawierzchnia | Partnerka           | Przeciwnicy                     | Wynik finału   |
| ------------- | -- | ---- | ------------------------------------ | ------------ | ------------------- | ------------------------------- | -------------- |
| Zwycięzca     | 1. | 1912 | U.S. National Championships, Newport | Trawiasta    | Mary Kendall Browne | Eleonora Sears William Clothier | 6:4, 2:6, 11:9 |